# Gillian Martin (Politikerin)

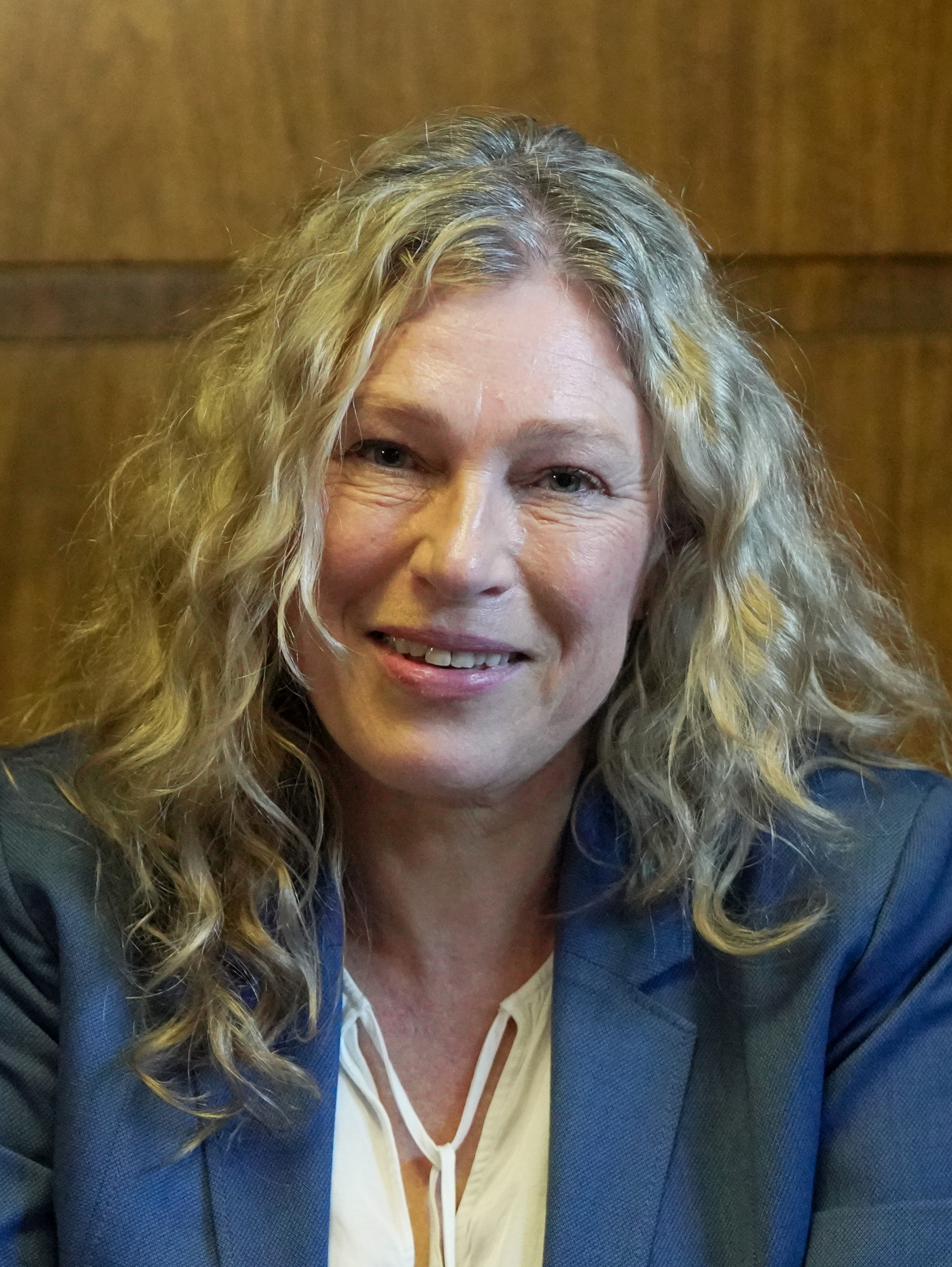
Gillian Martin (2024).

Gillian Martin ist eine schottische Politikerin und Mitglied der Scottish National Party (SNP).

## Leben
Martin wuchs in Newburgh auf und lebte zum Zeitpunkt ihrer Wahl in das schottische Parlament in Newmachar. Sie besuchte die Ellon Academy in Ellon und anschließend die Universität Glasgow. Nach ihrem Studium war Martin im Mediensektor tätig und dozierte auch am North East Scotland College. Sie ist verheiratet und zweifache Mutter.

## Politischer Werdegang
Infolge ihrer Tätigkeit stand Martin verschiedenen Politikern der SNP nahe. Am Morgen nach dem Referendum über die Unabhängigkeit Schottlands trat sie schließlich in die Partei ein. Sie unterstützte den Wahlkampf des ehemaligen First Minister Alex Salmond zu den Unterhauswahlen 2015 im Wahlkreis Gordon.
Salmond trat zu den schottischen Parlamentswahlen 2016 nicht mehr an. Infolgedessen wurden Nachfolger für die Kandidatur in seinem Wahlkreis Aberdeenshire East gesucht. Neben Martin wurde auch Salmonds Beraterin Jennifer Dempsie gehandelt. Martin setzte sich letztlich durch und errang mit einem Stimmenanteil von 45,8 % das Direktmandat des Wahlkreises.